# Le Club des soupirants
Pour plus de détails, voir Fiche technique et Distribution.
Le Club des soupirants est un film français réalisé par Maurice Gleize pour la Continental et sorti en 1941. . 

## Résumé
Chasseur de papillons, amoureux de la belle Édith, engagé comme "joueur de dames" privé, pour le banquier Cabarrus, Antoine trouve sur son chemin Daisy, la fille du banquier dont il est élu le soupirant devant 40 adversaires du club du même nom. Mais au cours d'une garden-party, il se décidera pour le mariage avec Édith, la nièce pauvre du banquier. Enfin un héritage inattendu comblera leur bonheur.

## Fiche technique
- Titre : Le Club des soupirants
- Réalisation : Maurice Gleize
- Scénario : Marcel Aymé
- Adaptation et Dialogue : André Cayatte, Maurice Gleize, Jean Manse
- Images : Léonce-Henri Burel
- Montage : Christian Gaudin
- Décors : Georges Wakhévitch
- Musique : Georges Van Parys, Philippe Parès
- Parolier : Jean Manse
- Chansons : « J'aime toutes les femmes », « Je connais des baisers »
- Société de production : Continental Films
- Directeur de production : François Carron
- Pays de production :  France
- Format : son mono - noir et blanc - 35 mm  - 1,37:1
- Tournage du 20 avril à fin mai 1941
- Genre : comédie
- Durée : 80 minutes
- Date de sortie : 
  - France - 26 septembre 1941

## Distribution
- Fernandel : Antoine Valoisir, chasseur de papillons
- Saturnin Fabre : M. Cabarrus, le banquier
- Louise Carletti : Daisy, l'héritière du banquier
- Max Dearly : le prince Nirvanoff
- Marcel Vallée : Henri Palmer
- Annie France : Édith, la nièce pauvre du banquier
- Andrex : Maxime
- Colette Darfeuil : Paméla
- Wanda Carliez : la secrétaire
- Gaston Orbal : Albert, le majordome
- Jean Marconi : le vicomte
- Jean Mercure : le soupirant à lorgnons
- Georges Peclet : un actionnaire du club
- Marguerite de Morlaye : la baronne
- Jean Heuzé : le réceptionniste de l'hôtel
- Gaston Séverin : le directeur de l'hôtel
- Jean Mello : un actionnaire du club
- Mag Avril : la dame du rendez-vous
- Françoise Thurin
- Lucy Lancy

## Autour du film
À la Libération, le scénario de ce film insipide destiné par la Continental à faire oublier à faire oublier les privations de l'occupation, valut à Marcel Aymé un blâme sans affichage en 1946, pour avoir « favorisé les desseins de l'ennemi » .